# 전진기
전진기(1966년 2월 6일~ )는 대한민국의 배우이다.

## 생애
1987년 연극배우 첫 데뷔하였고 1991년 뮤지컬 배우 데뷔하였으며 이듬해 1992년 KBS 한국방송공사 드라마에서 특채 연기자로 정식 데뷔하였다.

## 학력
- 전북대학교 금속공학과 학사 졸업
- 중앙대학교 신문방송대학원 연극영화 석사

## 소속
- 前 인천전문대학 연극영화학과 강사
- 前 백제예술대학교 방송연예학과 전임교수

## 출연작

### 드라마
- 1996년 SBS 《임꺽정》 - 농군 - 고려장 역
- 2004년 SBS 《불멸의 이순신》 - 와키자카 사헤에 역
- 2004년 SBS 《토지》 - 경찰부장 역
- 2006년 SBS 《연개소문》 - 이도종 역
- 2007년 MBC 《태왕사신기》 - 아티라 역
- 2007년 MBC 《별순검 시즌1》
- 2008년 SBS 《불한당》
- 2008년 SBS 《일지매》 - 청나라 사신관 정명수 역
- 2008년 MBS 《에덴의 동쪽》
- 2008년 SBS 《타짜》
- 2008년 SBS 《바람의 화원》
- 2008년 SBS 일일드라마 《아내의 유혹》
- 2009년 SBS 《카인과 아벨》
- 2010년 SBS 《제중원》 - 스기무라 역
- 2010년 KBS 《김수로》 - 야철장인 역
- 2010년 SBS 《별을 따다줘》
- 2010년 SBS 《자이언트》 - 형사반장 역
- 2010년 SBS 《검사 프린세스》 - 형사 역
- 2011년 MBC 《계백》 - 알천 역
- 2011년 SBS 《보스를 지켜라》 - 형사 역
- 2011년 SBS   《무사백동수》- 판관 역
- 2012년 ~ 2013년 OCN 《특수사건 전담반 TEN》 - 형사 역
- 2013년 tvN 아침드라마 《유리 가면》 - 김도식 역
- 2013년 SBS 《야왕》 - 이철우 역
- 2013년 KBS 《아이리스 2》 - 필립 역
- 2013년 OCN 《더 바이러스》 - 임상택 역
- 2013년 KBS2 《상어》 - 로버트 윤 역
- 2013년 KBS 《칼과 꽃》 - 선도해 역
- 2013년 MBC 《기황후》 - 원나라 사신 역
- 2014년 SBS 《쓰리 데이즈》
- 2014년 MBC 《트라이앵글》 - 도기찬 역 (특별출연)
- 2014년 SBS 《엔젤 아이즈》 - 경찰서장 김영락 역
- 2014년 SBS 《너희들은 포위됐다》 - 강력계 형사팀장 전진기 역
- 2014년 KBS2 《트로트의 연인》 - 표성진 역
- 2014년 MBC 《운명처럼 널 사랑해》 - 차대표 역
- 2014년 JTBC 《유나의 거리》 - 엄혜숙 전남편 박씨, 세희 친아빠 역
- 2014년 tvN 《삼총사》 - 관찰사 역
- 2014년 MBC 2014 《드라마 페스티벌 - 내 인생의 혹》
- 2014년 SBS 일일드라마 《사랑만 할래》
- 2014년 MBC 《내 생애 봄날》 - 고기상 역
- 2014년 MBC 《전설의 마녀》 - 교도소장 역
- 2014년 tvN 《미생》 - 안영이의 부 역
- 2014년 KBS2 《힐러》 - 박동철 역
- 2014년 tvN 《가족의 비밀》 - 정박사 역
- 2015년 KBS2 《복면검사》 - 민병호 역
- 2015년 KBS2 《어셈블리》 - 김성진 최고위원 역
- 2015년 KBS2 《장사의 신 - 객주 2015》
- 2016년 KBS1 《장영실》 - 곽인배 역
- 2016년 KBS2 《태양의 후예》
- 2016년 MBC 《가화만사성》
- 2016년 tvN 《기억》 - 이사장 역
- 2016년 MBC 《몬스터》
- 2016년 SBS 《대박》 - 이영창 역
- 2016년 KBS2 《동네변호사 조들호》 - 김승현 의원 역
- 2016년 MBC 《불야성》
- 2016년 한중합작드라마 《최고의 커플》 - 채일재 역[1]
- 2017년 KBS2 《추리의 여왕》 - 형사과장 박성만 역
- 2017년 OCN 《터널》 - 김인환 역
- 2017년 tvN 《시카고 타자기》 - 경무국장 역
- 2017년 KBS2 《학교2017》 - 최병수 역
- 2017년 KBS1 《안단테》 - 말기 암 환자 김재웅 역
- 2017년 MBC 《돈꽃》 - 우사장 / 우창선 역
- 2018년 tvN 《크로스》 - 강대수 역
- 2018년 JTBC 《미스티》 - 부장검사 역
- 2018년 MBC 《부잣집 아들》
- 2018년 tvN 《무법 변호사》 - 고인두 역
- 2018년 JTBC 《미스 함무라비》 - 감성우 부장판사 역
- 2018년 JTBC 《내 아이디는 강남미인》 - 목사 역
- 2019년 OCN 《프리스트》
- 2019년 OCN 《킬잇》 - 주영훈 역
- 2019년 MBC 《더 뱅커》
- 2019년 MBC 《이몽》  - 오다 역
- 2019년 JTBC 《보좌관》 - 이귀동 역
- 2019년 JTBC 《보좌관 - 세상을 움직이는 사람들 시즌2》 - 이귀동 역
- 2020년 MBC 일일드라마 《나쁜 사랑》 - 박상태 (노유그룹 비서실장) 역 (한민혁의 생부)
- 2020년 tvN 《오 마이 베이비》 - 주승태 본부장 역
- 2020년 KBS2 《출사표》
- 2020년 SBS 《날아라 개천용》 - 탁재형 역
- 2021년 tvN 《드라마 스테이지 - 박성실 씨의 사차 산업혁명》 - 회장 역
- 2021년 tvN 《빈센조》 - 오정배 역 (15회, 특별출연)
- 2021년 tvN 《멜랑꼴리아》 - 최성환 역
- 2022년 디즈니+ 《키스 식스 센스》 - 빌리의 이사 역
- 2022년 SBS 《왜 오수재인가?》 - 하일구 역
- 2023년 채널A 《가면의 여왕》 - 정구태 역
- 2023년 디즈니+ 《레이스》 - 김연수 역
- 2024년 Netflix 《종말의 바보》 - 연구소장 역 (특별출연)
- 2024년 MBC 《우리, 집》 - 노선호 역
- 2025년 SBS 《보물섬》 - 염치선 역

### 영화
- 1998년 《아름다운 시절》 - 천막초등학교, 박윤석 선생님 역
- 2000년 《실제상황》 - 사진관 주인 한우 역
- 2003년 《동해물과 백두산이》 - 김판장 역
- 2003년 《보스작전》 - 조직보스 최상구 역
- 2007년 《뷰티풀 선데이》 - 이 형사 역
- 2007년 《펀치 레이디》 - 주창 관장 역
- 2010년 《살인의 강》 - 교도소장 역
- 2010년 《폭풍전야》 - 형사 1 역
- 2013년 《관상》 - 이조정랑 역
- 2017년 《더 킹》 - 하태일 역
- 2018년 《대부업자: 소울 앤 캐시》 - 다의원 역
- 2018년 《마약왕》 - 차 의원 역
- 2018년 《말모이》 - 정무총감 역
- 2018년 《우상》 - 김 의원 역
- 2021년 《외계+인 1부》 - 계장 역
- 2023년 천만영화 《서울의 봄》 - 현치성 역
- 2024년 천만영화 《파묘》 - 박근현 역[2] (박지용의 할아버지 & 박종순의 아버지)

### 뮤지컬
- 2000년 《한여름밤의 꿈》

### 연극
- 2008년 5월 16일 ~ 2009년 5월 25일 《2008년 서울연극제 - 쿠크 박사의 정원》 배역: 쿠크 박사
- 2008년 7월 17일 ~ 2008년 7월 27일 《초원빌라 B001호: 창작예찬》 배역: 순애
- 2010년 10월 22일 ~ 2010년 11월 14일 《시라노 드 베르쥬락》

### 라디오 프로그램
- 2015년 《EBS 책 읽는 라디오 낭독 시리즈》 (EBS FM)

## 참고 사항
- 전진기는 저녁 일일드라마 3번[3], 아침연속극 드라마 1번[4], 천만영화 2번[5] 출연했다.